# 데니스 바워
데니스 바워(독일어: Dennis Bauer, 1980년 12월 18일)는 독일의 펜싱 선수로 주 종목은 사브르이다. 2000년 하계 올림픽 남자 사브르 단체전에서 동메달을 획득했으며 세계 선수권 대회에서 동메달 1개를 획득했다.